# 위위시
위위시(衛尉寺)는 전근대 중국의 관서로 구시(九寺)의 하나이다.
한대(漢代)의 위위(衛尉)를 기원으로 한다. 북제 때 위위시가 처음 설치되어 금위의 무장병들을 관장하였다. 이들은 궁성의 성문을 관리하고, 교위 2명이 배치되었다.
수(隋) 왕조 때에 공차(公車) · 무고(武庫) · 수궁(守宮) 등의 서를 총괄하였고 각각 령(令)과 승(丞)이 배치되었다. 당대(唐代)에는 위위시의 장관을 위위시경(위위경)이라고 하였고, 그 관위는 종3품으로 여겨졌다. 차관은 위위시소경(위위소경)이라고 하며, 그 관위는 종4품상으로 여겨졌다. 그리고 그 아래에 위위시승(위위승, 종6품상) 2명 · 위위시주부(위위주부, 종7품상) 2명 · 위위시녹사(위위녹사, 종9품상) 1명이 배치되었다.
송(宋)대에도 위위시는 이어졌지만, 그 업무는 의장 때 장막을 관장하는 등으로 진한 시절에 비해 한직이 되었으며, 남송(南宋) 때에 공부(工部)에 합병되었다.

## 참고 문헌
- 黃本驥《歷代職官表》（臺北，樂天出版社，1974）

## 같이 보기
- 보장왕 - 사후 당으로부터 위위경 관직이 추증되었다.